# Førde (Sveio)
Førde is een plaats in de Noorse gemeente Sveio, provincie Vestland. Førde telt 399 inwoners (2007) en heeft een oppervlakte van 0,69 km². Het dorp aan de E39 heeft een houten kerk uit 1938.